# Animalize
Animalize es el duodécimo álbum de estudio de la banda estadounidense de hard rock Kiss, publicado el 13 de septiembre de 1984 a través de la discográfica Mercury Records. El disco lo produjo el guitarrista Paul Stanley, quien tomó la mayor parte de las decisiones en detrimento del bajista Gene Simmons, que por aquellos momentos intentaba triunfar como actor. Animalize fue además el único trabajo del grupo en el que participó el guitarrista Mark St. John, quien tuvo que abandonar la formación poco después de su lanzamiento después de ser diagnosticado con artritis reactiva, aunque el que sería su sustituto, Bruce Kulick, también grabó algunas de las canciones.
Animalize tuvo un mejor posicionamiento en la lista estadounidense que su antecesor, el álbum de 1983 Lick It Up, pues llegó al puesto 19 —la mejor para el grupo desde Dynasty (1979)— y además recibió la certificación de disco de platino de la Recording Industry Association of America. Por su parte, en el Reino Unido el álbum alcanzó la undécima posición. Tras su lanzamiento, Animalize recibió por lo general críticas poco entusiastas que lo situaron como un producto de menor calidad que su antecesor.

## Trasfondo

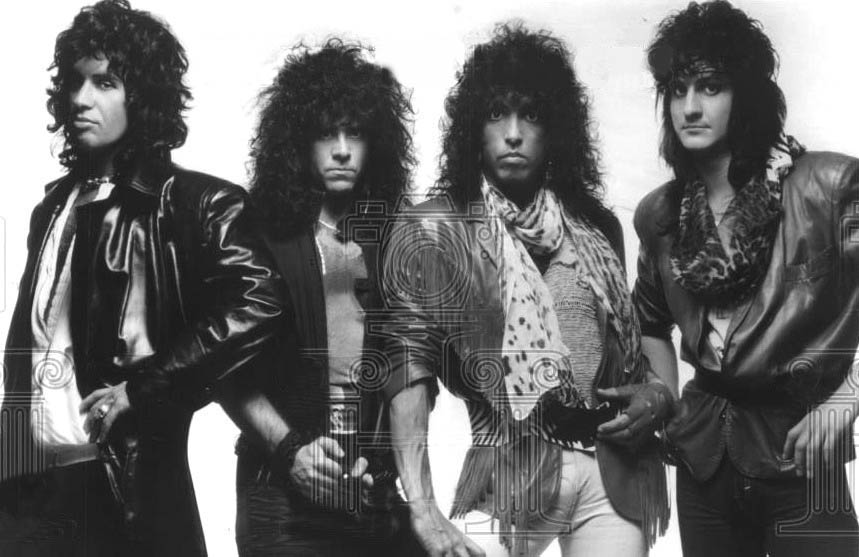
Kiss en 1984. De izquierda a derecha: Simmons, Carr, Stanley y St. John.

Lick It Up (1983), el álbum que precedió a Animalize, fue el primer trabajo de Kiss publicado después de que la banda abandonara su característico maquillaje. Este disco supuso el mayor éxito comercial en los Estados Unidos para el conjunto desde Dynasty (1979) al alcanzar la posición 24 del Billboard 200 y lograr una certificación de disco de platino por la Recording Industry Association of America. Por aquel entonces el grupo estaba integrado por los miembros fundadores Gene Simmons (bajo) y Paul Stanley (guitarra), acompañados por Eric Carr (batería) y Vinnie Vincent (guitarra), sin embargo, a este último lo despidieron tras realizar la gira Lick It Up Tour. Tras la marcha de Vincent, Stanley recurrió a Dana Strum, quien por entonces trabajaba como una especie de cazatalentos para Grover Jackson y que había aconsejado a Ozzy Osbourne que contratara a Randy Rhoads para su banda cinco años antes. Strum, que posteriormente ingresaría como bajista de un grupo liderado por Vincent, recomendó a Stanley la contratación de Mark St. John como nuevo guitarrista. Stanley aceptó la sugerencia y el 2 de abril de 1984 tuvo una reunión con St. John en un estudio para proponerle un contrato de cinco años. Poco tiempo después, el guitarrista se convirtió en miembro oficial de Kiss. En su autobiografía, Stanley señaló que el guitarrista era incapaz de tocar el mismo solo dos veces y que su interés era tocar rápido como Eddie Van Halen. Por su parte, St. John apuntó que durante la grabación de Animalize fue únicamente un «perro con correa» y que los fundadores del grupo no le permitieron contribuir en la composición para poder tener todo el control y quedarse con todas las regalías.
Paul Stanley admitió años más tarde sentirse solo durante la grabación de Animalize, debido a que Simmons estaba por entonces más preocupado en triunfar como actor que en la carrera de la banda. El guitarrista, además de grabar sus partes, hizo los arreglos de las canciones del bajista y los solos de St. John, ideó el título del disco, diseñó la portada, la fotografía de la contraportada y realizó además la producción, debido a que Michael James Jackson, productor de sus dos anteriores álbumes, estaba ocupado con otros compromisos.

## Grabación

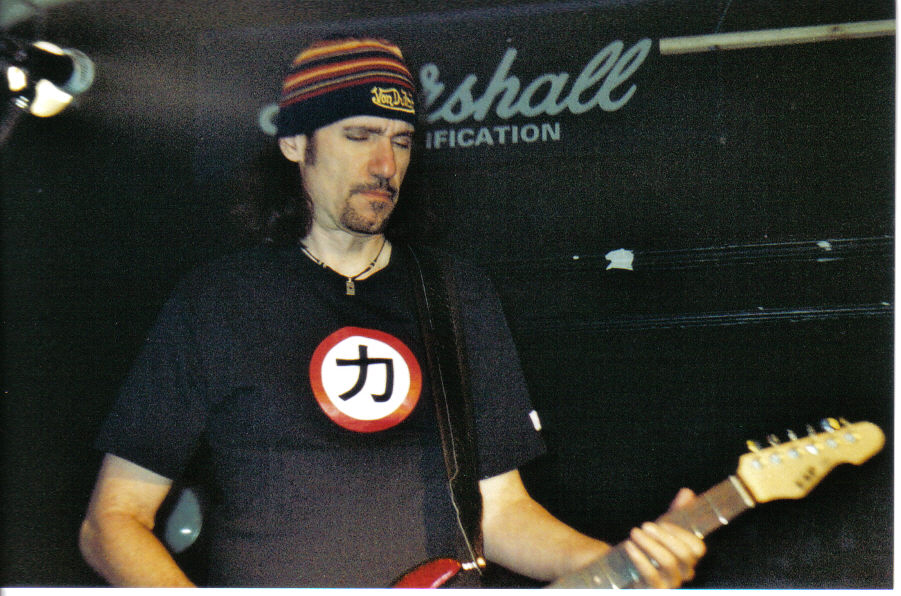
Bruce Kulick fue el guitarrista en dos de las canciones.

La grabación del disco comenzó en mayo de 1984, concretamente en los estudios neoyorquinos Right Track, donde Paul Stanley grabó sus partes y Hit Factory, donde hizo lo mismo Gene Simmons. Este proceso, durante el cual Mark St. John tuvo que desplazarse en taxi con asiduidad de un estudio a otro, se prolongó seis semanas antes de que el bajista viajara a Vancouver para rodar el largometraje Runaway (1984) junto a Tom Selleck. El álbum contó con la participación de varios músicos de estudio como Jean Beauvoir, exintegrante de The Plasmatics y amigo de Stanley, que fue el bajista en varios temas, Allan Schwartzberg, participante en el primer trabajo en solitario de Simmons (1978) y en Music from "The Elder" (1981), que grabó algunas pistas de batería; Mitch Weissman, participante en el musical Beatlemanía, que tocó la guitarra y el bajo y Bruce Kulick, que fue el guitarrista en «Lonely Is the Hunter» y «Murder in High-Heels» y cuyo hermano Bob había participado en la grabación de los discos Alive II (1977) y Killers (1982).  De acuerdo con St. John, Kulick participó en Animalize debido a su incapacidad de estar en los dos estudios a la vez, además también apuntó que él mismo grabó el bajo en algunos de los temas y no Simmons. Ante la ausencia del bajista, Stanley tuvo que producir el álbum en solitario, aunque su compañero apareció acreditado como productor asociado.

## Composición

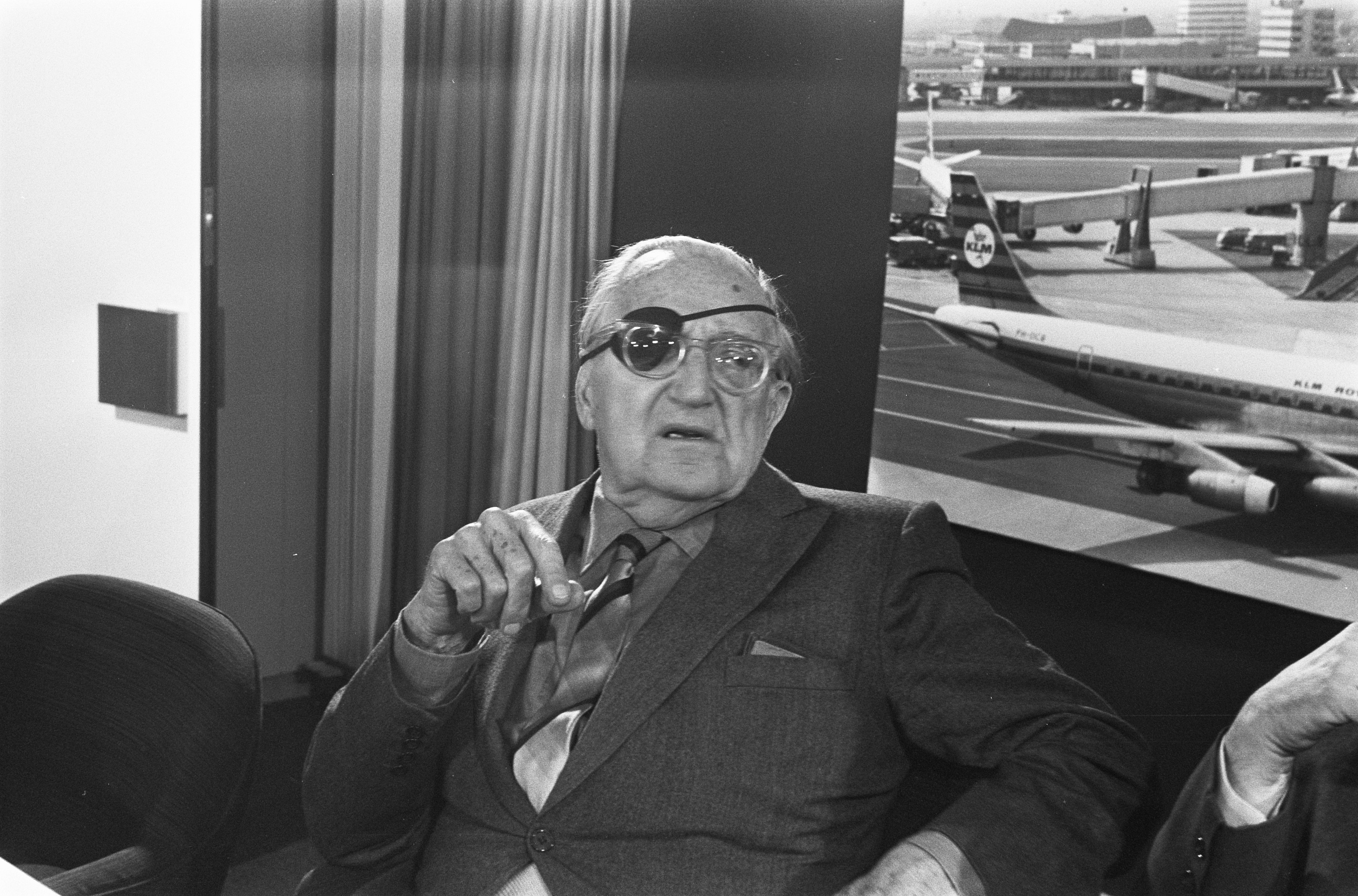
Para el tema «While the City Sleeps» Simmons tomó como inspiración la película Mientras Nueva York duerme de Fritz Lang (en la imagen el director).

El álbum comienza con «I've Had Enough (Into the Fire)», compuesta por Paul Stanley y su amigo Desmond Child, con quien había escrito «I Was Made for Lovin' You» (1979). De acuerdo con el guitarrista, Child fue el artífice de la letra: «Desmond se sentó, cerró los ojos, sacudió el puño y se puso a cantar algunas buenas letras llenas de emoción, imágenes y pensamientos» y el batería Eric Carr ideó la línea «Out of the cold, into the fire» para el estribillo. «Heaven's on Fire», el primer sencillo del disco, fue compuesto también por Stanley y Child en casa de este último. La canción, descrita por Stanley como un esfuerzo por la sencillez, comienza con un canto tirolés del guitarrista para dar paso a un vasto estribillo cantado. Por su parte, «Burn Bitch Burn» fue una de las composiciones de Simmons, en cuya letra el bajista habla sobre «poner su leño en la hoguera de una chica». «Get All You Can Take» sería una creación de Stanley, que en su letra animó a «recolectar todo lo que se pueda», incluso si esto significa «cambiar las reglas para que esto ocurra» y Mitch Weissman, quien ideó un riff al estilo de Led Zeppelin sobre el que construyeron el resto de la pista. Simmons compuso «Lonely Is the Hunter», en cuya letra recurrió nuevamente a conceptos mundanos como: «Girls love money like bees the honey» —en español: Las chicas aman el dinero como las abejas la miel—.
La cara B del disco empieza con «Under the Gun», acreditada a Stanley, Child y al batería Eric Carr, y que evoca a Judas Priest y Iron Maiden. De acuerdo con Child, la canción comenzó a partir de un riff que completó con el piano y con Stanley a la guitarra. El segundo sencillo del álbum, «Thrills in the Night», compuesto por Stanley y Jean Beauvoir, habla en su letra sobre una chica que «durante su jornada laboral lleva una blusa abotonada, pero que se vuelve salvaje ante el calor de la noche». De acuerdo con Beauvoir, él y el guitarrista escribieron la música de manera espontánea en un sofá del apartamento de Stanley y la letra durante una conversación telefónica. Simmons y Weissman compusieron «While the City Sleeps» mientras el bajista trabajaba en la película Runaway. Simmons, quien solía recurrir a una guía televisiva para buscar ideas, tomó el título original de la película de Fritz Lang Mientras Nueva York duerme (1956) y orientó su letra hacia «las personas que sólo viven de noche». El último tema del álbum es «Murder in High-Heels», también creado por Simmons y Weissman, y cuyo nombre provino de un libro de la década de 1950. Según el bajista, el riff de la canción fue una variación del de «Rice Pudding» de Jeff Beck Group y la letra de su imagen de «un detective con un cigarrillo bajo una luz tenue que recuerda: “She was a killer, a real killer. She was murder in high heels” —en español: Ella era una asesina, una verdadera asesina. Era una asesina en tacones altos—».

## Gira
La gira promocional, denominada Animalize World Tour comenzó el 30 de septiembre de 1984 con una presentación en el Brighton Centre de la ciudad de Brighton, Inglaterra y finalizó el 29 de marzo de 1985 en el Meadowlands Arena de East Rutherford, Nueva Jersey. La primera parte de la gira tuvo lugar en el continente europeo, mientras que la segunda fue en Norteamérica y las bandas que participaron como acto de apertura fueron Bon Jovi, Queensrÿche, W.A.S.P., Krokus y Dokken.
En diciembre, Kiss comunicó el ingreso como miembro oficial de Bruce Kulick, quien ya había participado en la mayoría de las fechas de la gira después de que Mark St. John fuera diagnosticado con artritis reactiva, lo que le dificultó poder tocar la guitarra. El canal televisivo MTV transmitió el concierto en el Cobo Center de Detroit, el cual también sería editado en abril de 1985 en formato VHS bajo el nombre Animalize Live Uncensored.

## Recepción

### Comercial
Animalize salió a la venta el 13 de septiembre de 1984 a través de Mercury Records y llegó al decimonoveno puesto del Billboard 200, la mejor posición para el grupo desde la novena alcanzada por Dynasty (1979). El álbum fue además el segundo trabajo consecutivo de la banda en conseguir la certificación de disco de platino de la RIAA. Fuera de los Estados Unidos, Animalize alcanzó posiciones superiores y llegó al top 15 en el Reino Unido, los países nórdicos, Suiza, Austria y los Países Bajos.
 

«Heaven's on Fire» fue publicado como el primer sencillo el 19 de septiembre de 1984 y consiguió llegar a la posición 49 del Billboard Hot 100, la mejor para el grupo desde la 47 alcanzada por «Shandi» (1980). Fuera de los Estados Unidos tuvo unos posicionamientos similares; llegó al puesto 34 en los Países Bajos, al 43 en el Reino Unido y al 46 en Canadá, aunque donde mejor posición alcanzaría sería en Suecia, donde llegó al decimonoveno puesto. Por su parte, «Thrills in the Night», puesto a la venta el 13 de enero de 1985; fue el segundo sencillo del álbum, aunque a diferencia de su antecesor no logró entrar en las listas de éxitos.

### Crítica
Tras su lanzamiento, Animalize recibió por lo general críticas poco entusiastas. Stephen Thomas Erlewine de Allmusic señaló que «a pesar de que siguió el mismo patrón que Lick It Up, la mayor parte de las canciones eran de segunda clase, con la notable excepción de la humeante "Heaven's on Fire"» y lo puntuó con dos estrellas sobre cinco. Por su parte, la revista Bravo destacó los solos de guitarra de Stanley en «Heaven's on Fire» y «Thrills in the Night», y recomendó a las personas con mala circulación y nervios sensibles que se mantuvieran alejadas del álbum. Paul Elliott de Classic Rock lo situó en el puesto vigésimo cuarto en su clasificación de los discos de Kiss y apuntó que los mejores temas fueron «la exultante "Heaven's on Fire" y la temperamental “Thrills in the Night”», ambas compuestas por Stanley y que Simmons contribuyó a «un memorable doble sentido en "Burn Bitch Burn": "Wanna put my log in your fireplace" —en español: "Quiero poner mi leño en tu hoguera"—». El equipo del sitio web Ultimate Classic Rock consideró a Animalize como el decimonoveno mejor trabajo de la banda y remarcó que «con este álbum Paul Stanley tuvo que encargarse por sí mismo de cimentar el regreso de Kiss a principios de los años 1980. “Heaven's on Fire” logra esta misión con facilidad, pero sin la participación plena de Simmons, el resto del disco es un poco unidimensional». Por su parte, Joop van Nijmweggan de Metal Hammer calificó a Animalize como «un trozo de vinilo "animal"» y como «un muy buen trabajo, en particular por los trucos del equipo de producción Stanley/Simmons». Chuck Klosterman, autor del libro Fargo Rock City lo designó como «el mejor álbum de Kiss de sus años sin maquillaje» y recalcó que si alguien hiciese una lista con las mejores veinte canciones del conjunto, Animalize sería el único disco de esa etapa que podría aportar un tema, «Heaven's on Fire», aunque añadió que «la grandilocuencia nihilista de la cara B no está inspirada».

## Lista de canciones
| Cara A |                                   |                             |               |          |  |
| N.º    | Título                            | Escritor(es)                | Voz principal | Duración |  |
| 1.     | «I've Had Enough (Into the Fire)» | Paul Stanley, Desmond Child | Paul Stanley  | 3:52     |  |
| 2.     | «Heaven's on Fire»                | Stanley, Child              | Stanley       | 3:21     |  |
| 3.     | «Burn Bitch Burn»                 | Gene Simmons                | Simmons       | 4:42     |  |
| 4.     | «Get All You Can Take»            | Stanley, Mitch Weissman     | Stanley       | 3:44     |  |
| 5.     | «Lonely Is the Hunter»            | Simmons                     | Simmons       | 4:28     |  |

| Cara B |                         |                           |               |          |  |
| N.º    | Título                  | Escritor(es)              | Voz principal | Duración |  |
| 1.     | «Under the Gun»         | Stanley, Eric Carr, Child | Stanley       | 4:01     |  |
| 2.     | «Thrills in the Night»  | Stanley, Jean Beauvoir    | Stanley       | 4:21     |  |
| 3.     | «While the City Sleeps» | Simmons, Weissman         | Simmons       | 3:41     |  |
| 4.     | «Murder in High-Heels»  | Simmons, Weissman         | Simmons       | 3:52     |  |

Fuente: Allmusic.

## Créditos
Kiss
- Paul Stanley - guitarra rítmica, voz
- Gene Simmons - bajo, voz
- Eric Carr - batería, percusión, coros
- Mark St. John - guitarra solista

| Músicos de sesión - Bruce Kulick - guitarra solista en «Lonely Is the Hunter» y «Murder in High Heels» - Jean Beauvoir - bajo - Allan Schwartzberg - batería - Mitch Weissman - guitarra rítmica y bajo | Producción - Paul Stanley - producción - Gene Simmons - producción asociada - George Marino - masterización - Dave Wittman - ingeniería y mezcla - Tim Crich, Chris Minto - ingeniería - Bernard Vidal - fotografía |

Fuente: Allmusic.

## Posición en las listas
| País           | Lista                   | Mejor posición | Ref.   |
| -------------- | ----------------------- | -------------- | ------ |
| Alemania       | German Albums Chart     | 25             | [ 41 ] |
| Austria        | Alben Top 75            | 14             | [ 41 ] |
| Canadá         | Canadian Albums Chart   | 41             | [ 55 ] |
| Estados Unidos | Billboard 200           | 19             | [ 5 ]  |
| Finlandia      | Suomen virallinen lista | 4              | [ 38 ] |
| Noruega        | Topp 40 Album           | 14             | [ 39 ] |
| Países Bajos   | Album Top 100           | 17             | [ 2 ]  |
| Reino Unido    | UK Albums Chart         | 11             | [ 37 ] |
| Suecia         | Sverigetopplistan       | 8              | [ 40 ] |
| Suiza          | Schweizer Hitparade     | 9              | [ 36 ] |

| Canadá         | Canadian Singles Chart | 46 | [ 44 ] |
| Estados Unidos | Billboard Hot 100      | 49 | [ 43 ] |
| Países Bajos   | Single Top 100         | 34 | [ 42 ] |
| Reino Unido    | UK Singles Chart       | 43 | [ 37 ] |
| Suecia         | Sverigetopplistan      | 19 | [ 45 ] |

## Certificaciones
| País           | Certificación | Ventas  | Ref.   |
| -------------- | ------------- | ------- | ------ |
| Canadá         | Platino       | 100 000 | [ 56 ] |
| Estados Unidos | Platino       | 1 000   | [ 6 ]  |
| Finlandia      | Oro           | 25 000  | [ 57 ] |